# Carl Cannabich
Pour les articles homonymes, voir Cannabich.
Carl Cannabich (ou Carl August Konrad Cannabich), baptisé le 11 octobre 1771 à Mannheim dans le Palatinat du Rhin et mort le 1er mai 1806 à Munich dans le royaume de Bavière, est un violoniste et compositeur allemand de musique classique.
Bien qu'il eût reçu sa formation essentiellement à Munich, Carl Cannabich fut nourri de la tradition de l'école de Mannheim par ses professeurs, son père Christian Cannabich et le violoniste Johann Friedrich Eck.

## Famille
Carl Cannabich est le fils et l'élève de Christian Cannabich, (Johann Christian Cannabich, 1731-1798), compositeur et violoniste, élève de Johann Stamitz, membre de l'école de Mannheim ou « Mannheimer Schule »,, formée par le prince-électeur de Palatinat Charles-Théodore lorsqu'il accède au pouvoir en 1743 à l'âge de 18 ans seulement, qui atteindra son apogée de 1748 à 1778 et comptera jusqu'à 89 musiciens.

## Biographie
Carl Cannabich est baptisé le 11 octobre 1771 à Mannheim dans le Palatinat du Rhin,.
À l'âge de 4 ans, il commence à jouer du piano et du violon, et à l'âge de 4 ans, il étudie le violon avec Johann Friedrich Eck,,.
Il étudie ensuite l'harmonie et la composition avec Joseph Graetz,,, le maître de piano de la cour à Munich.
À douze ans, en 1783, il parcourt l'Allemagne avec le virtuose du hautbois Ludwig August Lebrun et donne des concerts dans de grandes cours et dans des villes importantes, avec un grand succès,,.
Carl Cannabich devient musicien de la cour à Munich en 1784, puis, afin de parfaire sa formation musicale, il se rend l'année suivante en Italie, où il reste deux ans,.
À son retour à Munich, il suit des cours de composition auprès du Kapellmeister Peter von Winter,,.
Carl Cannabich travaille à partir de 1788 en qualité de violoniste dans l'orchestre du théâtre de la cour de Munich.
En 1796, il est appelé comme directeur musical à Francfort-sur-le-Main et il accepte cette fonction pour 4 ans avec la permission de son prince, et en conservant néanmoins sa place au sein de l'orchestre de la cour de Munich,. Il y rencontre la cantatrice Josephine Woraleck, qu'il épouse en 1798,. Il reste à Francfort jusqu'en 1800, puis est rappelé à Munich où il est nommé en 1801 directeur des concerts de la cour,. Dès lors, il se consacre entièrement à la composition et à la direction d'orchestre. 
En 1805, il est envoyé aux frais de la cour à Paris pour y étudier les méthodes d'enseignement du Conservatoire,. Mais peu après son retour de France, il est pris d'une fièvre maligne et il meurt le 1er mai 1806 à Munich,,,.

## Œuvre
Carl Cannabich a écrit 2 opéras, Orphée puis Palmer et Amalie, qui ont été acclamés lors de leur représentation,. 
Il a composé la musique de ballet de l'opéra Axur, ainsi que plusieurs airs et duos pour sa femme cantatrice, destinés aux concerts de la cour ainsi qu'aux opéras,. 
Par ailleurs, selon François-Joseph Fétis (Biographie universelle des musiciens, deuxième édition, tome deuxième, 1861), on a imprimé de Carl Cannabich les œuvres suivantes, :
- 1797 : Gedächtnisfeyer Mozart's in Klavierauszuge mit Mozarts Brustbilde
- 1798 : VI Deutsche Lieder am Klaviere
- 1798 : XIV Variations pour le clavecin sur l'air A Schüsserl und a Reindl
- 1799 : X Variations pour le clavecin N. 2
- 6 trios pour deux violons et violoncelle op. 3
- 6 duos pour flûte et violon op. 4
- 1801 : VI canzonette a 3 o 4 voci, con cembalo op. 5
- Pot-Pourri pour 2 violons concertants op. 6
- Ouverture à grand orchestre op. 7
- Grande Symphonie op. 8
- Concerto pour violon principal op. 9
- 1803 : VI canzonette a 3 voci op. 10